# Artabotrys vietnamensis
Artabotrys vietnamensis este o specie de plante angiosperme din genul Artabotrys, familia Annonaceae, descrisă de Nguyên Tiên Bân. Conform Catalogue of Life specia Artabotrys vietnamensis nu are subspecii cunoscute.